# Ben Rosenfield

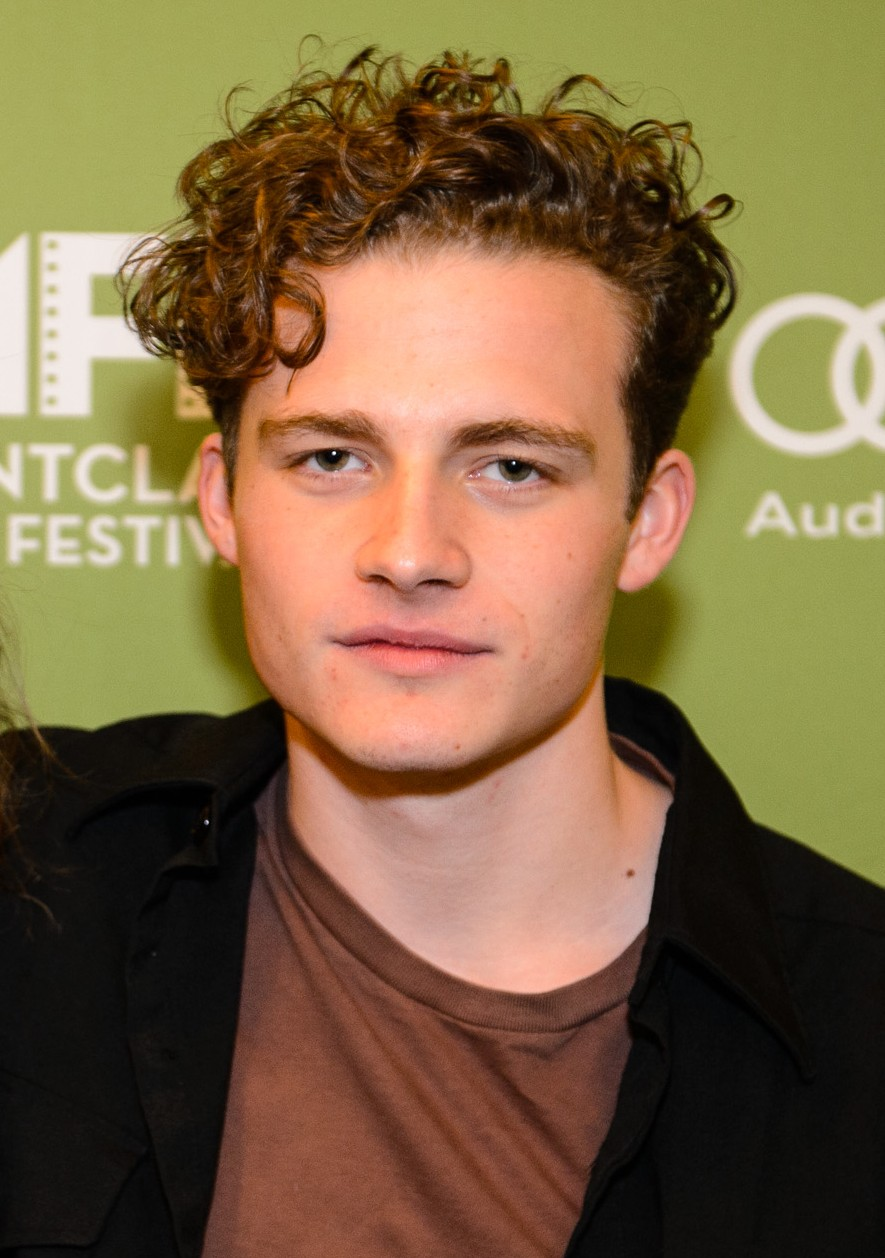
Ben Rosenfield (2014)

Ben Rosenfield (* 1. August 1992 in Montclair) ist ein US-amerikanischer Filmschauspieler.

## Leben und Karriere
Ben Rosenfield wurde in Montclair geboren, wo er auch aufwuchs. Sein Vater Stephen Rosenfield ist ein Lehrer für Stand-up-Comedy und Gründer des American Comedy Institutes in New York. Seine Mutter, Kate Redway Rosenfield, ist ebenfalls Schauspielerin. Rosenfield hat einen jüngeren Bruder. Seit 2012 war er in mehr als einem Dutzend Film- und Fernsehproduktionen zu sehen. Eine wiederkehrende Rolle übernahm er 2013 in der Serie Boardwalk Empire. Seit Mai 2017 ist Rosenfield als Neuzugang in der dritten Staffel der Fernsehserie Twin Peaks in der Rolle von Sam Colby zu sehen.

## Filmografie (Auswahl)
- 2013–2014: Boardwalk Empire (Fernsehserie, 17 Folgen)
- 2014: Song One
- 2014: Affluenza
- 2014: A Most Violent Year
- 2015: 6 Years
- 2015: Irrational Man
- 2016: Empörung (Indignation)
- 2017: Person to Person
- 2017: Twin Peaks (Fernsehserie, 2 Folgen)
- 2018: The Long Dumb Road
- 2019: Mickey and the Bear
- 2021: Mark, Mary & Some Other People